# Европско првенство у атлетици у дворани 1971 — скок увис за мушкарце
Такмичење у скоку увис у мушкој конкуренцији на другом Европском првенству у атлетици у дворани 1971. одржано је у Фестивалској дворани у Софији 13. марта.
Титулу европског првака освојену на Европском првенству у дворани 1970. у Бечу није бранио Валентин Гаврилов из Совјетског Савеза.

## Земље учеснице
Учествовало је 20 атлетичара из 12 земаља.
1. Бугарска (1)
2. Грчка (1)
3. Западна Немачка (3)
4. Италија (2)
5. Мађарска (2)
6. Пољска (1)
7. Совјетски Савез (3)
8. Југославија (1)
9. Уједињено Краљевство (1)
10. Француска (1)
11. Чехословачка (2)
12. Шведска (2)

## Рекорди
Извор:
| Рекорди пре почетка Европског првенства у дворани 1971.     | Рекорди пре почетка Европског првенства у дворани 1971. | Рекорди пре почетка Европског првенства у дворани 1971. | Рекорди пре почетка Европског првенства у дворани 1971. | Рекорди пре почетка Европског првенства у дворани 1971. | Рекорди пре почетка Европског првенства у дворани 1971. |
| ----------------------------------------------------------- | ------------------------------------------------------- | ------------------------------------------------------- | ------------------------------------------------------- | ------------------------------------------------------- | ------------------------------------------------------- |
| Светски рекорд                                              | Валериј Брумељ                                          | Совјетски Савез                                         | 2,25                                                    | Лењинград, СССР                                         | 26. јануар 1961.                                        |
| Европски рекорд у дворани                                   | Валериј Брумељ                                          | Совјетски Савез                                         | 2,25                                                    | Лењинград, СССР                                         | 26. јануар 1961.                                        |
| Рекорди европских првенстава у дворани                      | Валентин Гаврилов                                       | Совјетски Савез                                         | 2,20                                                    | Беч, Аустрија                                           | 15. март 1970.                                          |
| Рекорди после завршеног Европског првенства у дворани 1971. |                                                         |                                                         |                                                         |                                                         |                                                         |
| Нових рекорда није било.                                    |                                                         |                                                         |                                                         |                                                         |                                                         |

## Освајачи медаља
|                         |                               |                          |
| Иштван Мајор · Мађарска | Јири Тармак · Совјетски Савез | Ендре Келемен · Мађарска |

## Резултати

### Коначан пласман
Извор:
| Пласман | Атлетичар              | Земља                | 1,95 | 2,00 | 2,05 | 2,08 | 2,11 | 2,14 | 2,17 | 2,20 | Резултат | Белешка    |
| ------- | ---------------------- | -------------------- | ---- | ---- | ---- | ---- | ---- | ---- | ---- | ---- | -------- | ---------- |
|         | Иштван Мајор           | Мађарска             | -    | о    | о    | -    | о    | о    | о    | ххх  | 2,17     | ЛРСд       |
|         | Јири Тармак            | Совјетски Савез      | -    | -    | -    | о    | о    | хо   | о    | ххх  | 2,17     | ЛРСд       |
|         | Ендре Келемен          | Мађарска             | -    | -    | -    | о    | о    | о    | ххо  | ххх  | 2,17     | ЛРСд       |
| 4.      | Лотар Достер           | Западна Немачка      | -    | -    | о    | о    | хо   | хо   | ххх  |      | 2,14     | ЛРд        |
| 5.      | Томас Захаријас        | Западна Немачка      | o    | о    | о    | о    | ххо  | хо   | ххх  |      | 2,14     |            |
| 6.      | Кестутис Шапка         | Совјетски Савез      | -    | о    | хо   | о    | о    | ххо  | ххх  |      | 2,14     | ЛРСд       |
| 7.      | Рудолф Баудис          | Чехословачка         | -    | -    | хо   | о    | о    | ххх  |      |      | 2,11     | ЛРСд, =ЛРд |
| 8.      | Сергеј Будалов         | Совјетски Савез      | -    | хо   | ххо  | о    | о    | ххх  |      |      | 2,11     | ЛРд        |
| 9.      | Ингомар Сигхарт        | Западна Немачка      | -    | о    | о    | хо   | хо   | ххх  |      |      | 2,11     | ЛРСд, =ЛР  |
| 10.     | Ерминио Ацаро          | Италија              | -    | -    | о    | -    | ххо  | ххх  |      |      | 2,11     | ЛРд        |
| 11.     | Бранко Вивод           | Југославија          | o    | о    | о    | ххо  | ххо  | ххх  |      |      | 2,11     | ЛР         |
| 12.     | Јан Далгрен            | Шведска              | -    | о    | -    | хо   | -    | ххх  |      |      | 2,08     | ЛРС        |
| 13.     | Кенет Лундмарк         | Шведска              | -    | о    | -    | ххо  | -    | ххх  |      |      | 2,08     | ЛРСд       |
| 14.     | Марко Скиво            | Италија              | -    | -    | хо   | ххо  | ххх  |      |      |      | 2,08     | ЛРд        |
| 15.     | Василиос Пападимитрију | Грчка                | -    | о    | о    | ххх  |      |      |      |      | 2,05     | ЛРСд       |
| 16.     | Владимир Мали          | Чехословачка         | o    | о    | о    | ххх  |      |      |      |      | 2,05     | ЛРСд       |
| 17.     | Дејвид Ливесеј         | Уједињено Краљевство | o    | о    | хо   | ххх  |      |      |      |      | 2,05     | ЛРд        |
| 18.     | Лех Клингер            | Пољска               | -    | о    | ххо  | ххх  |      |      |      |      | 2,05     | ЛРд        |
| 18.     | Петар Богданов         | Бугарска             | -    | о    | ххо  | ххх  |      |      |      |      | 2,05     | ЛРСд       |
| 20.     | Патрик Фијон           | Француска            | о    | о    | ххх  |      |      |      |      |      | 2,00     | ЛРд        |

## Укупни биланс медаља у скоку увис за мушкарце после 2. Европског првенства у дворани 1970—1971.
|    | Земља           |   |   |   |   |
| -- | --------------- | - | - | - | - |
| 1. | Совјетски Савез | 1 | 1 | 0 | 2 |
| 2. | Мађарска        | 1 | 0 | 1 | 2 |
| 3. | Источна Немачка | 0 | 1 | 0 | 1 |
| 4. | Румунија        | 0 | 0 | 1 | 1 |
|    | Укупно {4}      | 2 | 2 | 2 | 6 |

|                                       | Атлетичар                             | Земља                                 |                                       |                                       |                                       |                                       |
| Није био вишеструких освајача медаља. | Није био вишеструких освајача медаља. | Није био вишеструких освајача медаља. | Није био вишеструких освајача медаља. | Није био вишеструких освајача медаља. | Није био вишеструких освајача медаља. | Није био вишеструких освајача медаља. |
| ------------------------------------- | ------------------------------------- | ------------------------------------- | ------------------------------------- | ------------------------------------- | ------------------------------------- | ------------------------------------- |